# Andira inermis
Espèce
Synonymes
- Andira excelsa Kunth[1] [2]
- Andira grandiflora Guill. & Perr.[1]
- Andira grandiflora Guillemin & Perrottet[2]
- Andira inermis subsp. inermis[1]
- Andira jamaicensis (W. Wright) Urban[2]
- Andira jamaicensis (Wright) Urb.[1]
- Geoffrea inermis W. Wright[2]
- Geoffroea inermis (Wright) Wright[1] [2]
- Geoffroea jamaicensis var. inermis Wright[2]
- Geoffroea jamaicensis W. Wright[1]
- Geoffroea jamaicensis Wright Var. inermis Wright[2]
- Glycyrrhiza undulata Ruiz & Pav. ex G. Don S[2]
- Glycyrrhiza undulata Ruiz & Pav. ex G. Don[1]
- Vouacapoua inermis (Wright) A.Lyons[1] [2]

Andira inermis est une espèce de plantes à fleurs de la famille des Fabaceae. C'est un arbre tropical d'Amérique.
Andira inermis subsp. inermis aussi connue sous la dénomination botanique Geoffroea inermis W. Wright est une plante à fruits comestibles.

## Utilité
Grâce à ses fleurs et à l'agréable parfum dégagé par celles-ci, Andira inermis sert de plante d'ornementation et de plante mellifère. Comme arbre, elle est source de bois.

## Liste des variétés et sous-espèces
Selon Tropicos (14 août 2017) (Attention liste brute contenant possiblement des synonymes) :
- Andira inermis subsp. glabricalyx R.T. Penn.
- Andira inermis subsp. grandiflora (Guill. & Perr.) J.B. Gillett ex Polhill
- Andira inermis subsp. inermis
- Andira inermis subsp. rooseveltii (De Wild.) J.B. Gillett ex Polhill
- Andira inermis var. riedeli Benth.
- Andira inermis var. sapindoides (DC.) Griseb.